# Torneig d'escacs Tata Steel de 2015
El Torneig d'escacs Tata Steel 2015 va ser un torneig d'escacs que va tenir lloc a Wijk Aan Zee, Rotterdam i La Haia (als Països Baixos) entre els dies 9 i el 25 de gener de 2015. Les rondes 5 del 15 de gener varen tenir lloc a Rotterdam, i les rondes 10del 21 de gener es va jugar a la Haia. La categoria del torneig del grup Masters va ser de 20 amb una mitjana d'Elo de 2746. Els dos principals torneigs es va jugar amb catorze jugadors cada u, pel sistema de tots contra tots a catorze rondes, i a un ritme de 100 minuts per a les primeres 40 jugades seguit de 50 minuts per les 20 jugades següents i finalment 15 minuts per a la resta de la partida, afegint 30 segons per a cada un dels moviments. Magnus Carlsen guanyà el Masters i Wei Yi guanyà el Challengers amb només quinze anys.

## Participants
El vigent campió del món Magnus Carlsen retornà després d'un any sense participar-hi. També retornen el número dos del món Fabiano Caruana i el campió vigent del torneig Levon Aronian.
| Títol | Nom                    | País            | Elo  | Pos. |
| ----- | ---------------------- | --------------- | ---- | ---- |
| GM    | Magnus Carlsen         | Noruega         | 2862 | 1    |
| GM    | Fabiano Caruana        | Estats Units    | 2820 | 2    |
| GM    | Levon Aronian          | Armènia         | 2797 | 6    |
| GM    | Anish Giri             | Països Baixos   | 2784 | 7    |
| GM    | Wesley So              | Estats Units    | 2762 | 10   |
| GM    | Maxime Vachier-Lagrave | França          | 2757 | 13   |
| GM    | Radosław Wojtaszek     | Rússia          | 2744 | 15   |
| GM    | Teimur Radjàbov        | Azerbaidjan     | 2734 | 20   |
| GM    | Ding Liren             | R.P. de la Xina | 2732 | 22   |
| GM    | Baadur Jobava          | Geòrgia         | 2727 | 26   |
| GM    | Vassil Ivantxuk        | Ucraïna         | 2715 | 33   |
| GM    | Hou Yifan              | R.P. de la Xina | 2673 | 70   |
| GM    | Loek Van Wely          | Països Baixos   | 2667 | 81   |
| GM    | Ivan Šarić             | Croàcia         | 2666 | 82   |

| Títol | Nom              | País                | Elo  |
| ----- | ---------------- | ------------------- | ---- |
| GM    | David Navara     | Txèquia             | 2729 |
| GM    | Wei Yi           | R.P. de la Xina     | 2675 |
| GM    | Sam Shankland    | Estats Units        | 2652 |
| GM    | Robin van Kampen | Països Baixos       | 2615 |
| GM    | Erwin l'Ami      | Països Baixos       | 2613 |
| GM    | Vladímir Potkin  | Rússia              | 2608 |
| GM    | Saleh Salem      | Emirats Àrabs Units | 2603 |
| GM    | Jan Timman       | Països Baixos       | 2593 |
| GM    | Bart Michiels    | Bèlgica             | 2563 |
| GM    | Valentina Gúnina | Rússia              | 2538 |
| GM    | David Klein      | Alemanya            | 2517 |
| GM    | Samuel Sevian    | Estats Units        | 2511 |
| GMF   | Anne Haast       | Països Baixos       | 2352 |
| MI    | Ari Dale         | Austràlia           | 2291 |

## Classificacions

### Tata Steel Masters
|    | Jugador                | Elo  | 1 | 2 | 3 | 4 | 5 | 6 | 7 | 8 | 9 | 10 | 11 | 12 | 13 | 14 | Punts | TB    | Perf. |
| -- | ---------------------- | ---- | - | - | - | - | - | - | - | - | - | -- | -- | -- | -- | -- | ----- | ----- | ----- |
| 1  | Magnus Carlsen         | 2864 | X | ½ | ½ | ½ | ½ | ½ | 1 | 1 | 0 | 1  | 1  | ½  | 1  | 1  | 9.0   |       | 2877  |
| 2  | Maxime Vachier-Lagrave | 2757 | ½ | X | 1 | ½ | 1 | 0 | 1 | ½ | ½ | ½  | 1  | 1  | ½  | ½  | 8.5   | 54.25 | 2855  |
| 3  | Anish Giri             | 2784 | ½ | 0 | X | 1 | 1 | ½ | ½ | ½ | ½ | ½  | ½  | 1  | 1  | 1  | 8.5   | 51.25 | 2853  |
| 4  | Wesley So              | 2762 | ½ | ½ | 0 | X | ½ | 1 | ½ | ½ | ½ | 1  | ½  | 1  | 1  | 1  | 8.5   | 49.25 | 2854  |
| 5  | Ding Liren             | 2732 | ½ | 0 | 0 | ½ | X | ½ | 0 | 1 | 1 | 1  | 1  | 1  | 1  | 1  | 8.5   | 46.00 | 2857  |
| 6  | Vassil Ivantxuk        | 2715 | ½ | 1 | ½ | 0 | ½ | X | ½ | ½ | ½ | ½  | ½  | ½  | 1  | 1  | 7.5   |       | 2801  |
| 7  | Fabiano Caruana        | 2820 | 0 | 0 | ½ | ½ | 1 | ½ | X | ½ | 0 | ½  | ½  | 1  | 1  | 1  | 7.0   |       | 2767  |
| 8  | Teimur Radjàbov        | 2734 | 0 | ½ | ½ | ½ | 0 | ½ | ½ | X | 1 | ½  | ½  | 1  | ½  | 0  | 6.0   |       | 2720  |
| 9  | Radosław Wojtaszek     | 2744 | 1 | ½ | ½ | ½ | 0 | ½ | 1 | 0 | X | ½  | ½  | 0  | ½  | 0  | 5.5   | 39.75 | 2692  |
| 10 | Levon Aronian          | 2797 | 0 | ½ | ½ | 0 | 0 | ½ | ½ | ½ | ½ | X  | ½  | ½  | ½  | 1  | 5.5   | 31.25 | 2688  |
| 11 | Hou Yifan              | 2673 | 0 | 0 | ½ | ½ | 0 | ½ | ½ | ½ | ½ | ½  | X  | ½  | 0  | 1  | 5.0   |       | 2670  |
| 12 | Ivan Šarić             | 2666 | ½ | 0 | 0 | 0 | 0 | ½ | 0 | 0 | 1 | ½  | ½  | X  | ½  | 1  | 4.5   |       | 2642  |
| 13 | Loek van Wely          | 2667 | 0 | ½ | 0 | 0 | 0 | 0 | 0 | ½ | ½ | ½  | 1  | ½  | X  | ½  | 4.0   |       | 2611  |
| 14 | Baadur Jobava          | 2727 | 0 | ½ | 0 | 0 | 0 | 0 | 0 | 1 | 1 | 0  | 0  | 0  | ½  | X  | 3.0   |       | 2539  |

### Tata Steel Challengers
|    | Jugador          | Elo  | 1 | 2 | 3 | 4 | 5 | 6 | 7 | 8 | 9 | 10 | 11 | 12 | 13 | 14 | Punts | TB    | Perf. |
| -- | ---------------- | ---- | - | - | - | - | - | - | - | - | - | -- | -- | -- | -- | -- | ----- | ----- | ----- |
| 1  | Wei Yi           | 2675 | X | ½ | ½ | ½ | ½ | 1 | 1 | 1 | 1 | 1  | 1  | 1  | ½  | 1  | 10.5  |       | 2801  |
| 2  | David Navara     | 2729 | ½ | X | ½ | 1 | 1 | ½ | ½ | ½ | ½ | 1  | 1  | 1  | 1  | 1  | 10.0  |       | 2757  |
| 3  | Sam Shankland    | 2652 | ½ | ½ | X | 1 | ½ | ½ | ½ | 1 | ½ | 1  | 1  | 1  | ½  | ½  | 9.0   |       | 2695  |
| 4  | Robin van Kampen | 2615 | ½ | 0 | 0 | X | 0 | 1 | 1 | ½ | 1 | 1  | ½  | 1  | 1  | 1  | 8.5   |       | 2667  |
| 5  | Saleh Salem      | 2603 | ½ | 0 | ½ | 1 | X | ½ | ½ | 0 | 0 | 1  | 1  | ½  | 1  | 1  | 7.5   | 43.00 | 2612  |
| 6  | Samuel Sevian    | 2511 | 0 | ½ | ½ | 0 | ½ | X | 1 | ½ | 1 | 0  | 1  | 1  | ½  | 1  | 7.5   | 41.75 | 2619  |
| 7  | Vladímir Potkin  | 2608 | 0 | ½ | ½ | 0 | ½ | 0 | X | ½ | 1 | ½  | 1  | 1  | ½  | 1  | 7.0   |       | 2585  |
| 8  | Erwin l'Ami      | 2613 | 0 | ½ | 0 | ½ | 1 | ½ | ½ | X | 0 | 1  | ½  | ½  | 1  | ½  | 6.5   |       | 2558  |
| 9  | Valentina Gúnina | 2538 | 0 | ½ | ½ | 0 | 1 | 0 | 0 | 1 | X | ½  | 0  | 0  | ½  | 1  | 5.0   |       | 2482  |
| 10 | Bart Michiels    | 2563 | 0 | 0 | 0 | 0 | 0 | 1 | ½ | 0 | ½ | X  | 0  | 1  | 1  | ½  | 4.5   | 22.50 | 2451  |
| 11 | David Klein      | 2517 | 0 | 0 | 0 | ½ | 0 | 0 | 0 | ½ | 1 | 1  | X  | ½  | ½  | ½  | 4.5   | 22.25 | 2455  |
| 12 | Anne Haast       | 2352 | 0 | 0 | 0 | 0 | ½ | 0 | 0 | ½ | 1 | 0  | ½  | X  | ½  | 1  | 4.0   |       | 2436  |
| 13 | Ari Dale         | 2291 | ½ | 0 | ½ | 0 | 0 | ½ | ½ | 0 | ½ | 0  | ½  | ½  | X  | 0  | 3.5   |       | 2408  |
| 14 | Jan Timman       | 2593 | 0 | 0 | ½ | 0 | 0 | 0 | 0 | ½ | 0 | ½  | ½  | 0  | 1  | X  | 3.0   |       | 2350  |